# Guilherme Lazaroni
Guilherme Henrique dos Reis Lazaroni, meglio noto come Guilherme Lazaroni (Rio Claro, 18 novembre 1992), è un calciatore brasiliano, centrocampista del Barra-SC.

## Caratteristiche tecniche
È un esterno sinistro.

## Carriera

### Club
Cresciuto nelle giovanili del Figueirense, ha esordito in prima squadra il 21 gennaio 2012 in occasione del match del Campionato Catarinense vinto 5-0 contro il Marcílio Dias.